# Borough d'Armagh City, Banbridge and Craigavon
Le borough d’Armagh City, Banbridge and Craigavon (Armagh City, Banbridge and Craigavon Borough en anglais), officiellement appelé Armagh City, Banbridge and Craigavon, est un district de gouvernement local d’Irlande-du-Nord.
Créé en avril 2015 sous le nom de « borough d’Armagh, Banbridge and Craigavon » et connu sous ce nom jusqu’en 2016, il succède aux districts d’Armagh, de Banbridge et de Craigavon.

## Géographie

### Situation administrative
Le district est situé dans les comtés d’Armagh et de Down.

### Territoires limitrophes
| District de Mid Ulster | Lough Neagh                                    | Cité de Lisburn and Castlereagh    |
| République d’Irlande   | borough d’Armagh City, Banbridge and Craigavon | District de Newry, Mourne and Down |
| République d’Irlande   | District de Newry, Mourne and Down             | District de Newry, Mourne and Down |

## Histoire
Un district de gouvernement local (local government district en anglais) regroupant ceux d’Armagh, de Banbridge et de Craigavon est proposé le 30 mai 2008 par le Local Government (Boundaries) Act (Northern Ireland) du 23 mai 2008. Il est formellement créé sous le nom d’Armagh, de Banbridge et de Craigavon (Armagh, Banbridge and Craigavon District) à compter du 1er avril 2015 par le Local Government (Boundaries) Order (Northern Ireland) du 30 novembre 2012.
Par délibération du conseil du district du 20 mars 2015, le district d’Armagh, Banbridge and Craigavon relève la charte de la corporation de la cité d’Armagh au sens des Local Government (Transitional, Incidental, Consequential and Supplemental Provisions) Regulations (Northern Ireland) du 9 mars 2015. Il devient donc, à compter du 1er avril, le borough d’Armagh, Banbridge and Craigavon (Armagh, Banbridge and Craigavon Borough),.
À la demande du conseil de cité (application), le borough d’Armagh, Banbridge and Craigavon devient le borough d’Armagh City, Banbridge and Craigavon par un décret du département de l’Environnement du 18 janvier 2016 avec effet au 24 février suivant.

## Administration

### Conseil
Le conseil du borough (en anglais : Armagh City, Banbridge and Craigavon Borough Council), est l’assemblée délibérante du borough d’Armagh City, Banbridge and Craigavon, composée de 41 membres (depuis 2015), appelés les conseillers (councillors).
Un lord-maire (lord mayor) et un vice-lord-maire (deputy lord mayor) sont élus parmi les conseillers à l’occasion de chaque réunion générale annuelle du conseil de la cité.

### Circonscriptions électorales
Le district de gouvernement local est divisé en autant de sections électorales (wards en anglais) que de conseillers. Celles-ci sont distribuées par zone électorale de district (district electoral area).
| Zone                           | Depuis 2015 |
| ------------------------------ | --- |
| Première zone et ses sections  | Armagh (6 sièges)                                                                                              |
| Première zone et ses sections  | - Blackwatertown - Cathedral - Demesne - Keady - Navan - The Mall                                              |
| Deuxième zone et ses sections  | Banbridge (7 sièges)                                                                                           |
| Deuxième zone et ses sections  | - Banbridge East - Banbridge North - Banbridge South - Banbridge West - Gilford - Loughbrickland - Rathfriland |
| Troisième zone et ses sections | Craigavon (5 sièges)                                                                                           |
| Troisième zone et ses sections | - Bleary - Brownlow - Craigavon Centre - Derrytrasna - Kernan                                                  |
| Quatrième zone et ses sections | Cusher (5 sièges)                                                                                              |
| Quatrième zone et ses sections | - Hamiltonsbawn - Markethill - Richhill - Seagahan - Tandragee                                                 |
| Cinquième zone et ses sections | Lagan River (5 sièges)                                                                                         |
| Cinquième zone et ses sections | - Donaghcloney - Dromore - Gransha - Quilly - Warringstown                                                     |
| Sixième zone et ses sections   | Lurgan (7 sièges)                                                                                              |
| Sixième zone et ses sections   | - Aghagallon - Knocknashane - Lough Road - Magheralin - Mourneview - Parklake - Shankill                       |
| Septième zone et ses sections  | Portadown (6 sièges)                                                                                           |
| Septième zone et ses sections  | - Ballybay - The Birches - Corcrain - Killycilain - Loughgall - Mahon                                          |

## Identité visuelle

Logotype (depuis avril 2015).